# Epistoła

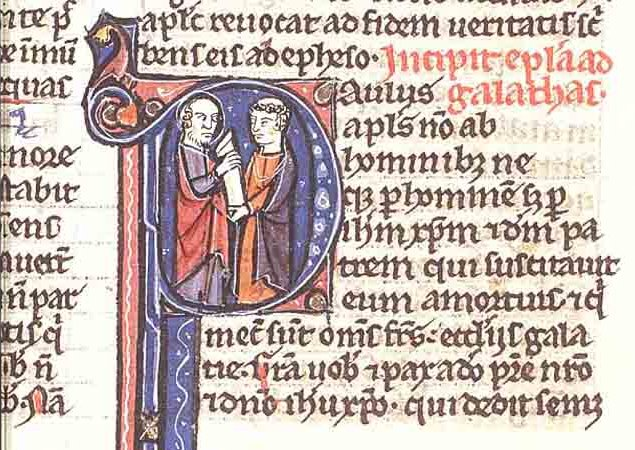
Inicjał litery ,,P" i pierwsze wersety listu do Galatów z wulgaty. Przedstawiony św. Paweł (ze zwojem).

Epistoła (z łac. epistula, gr. ἐπιστολή – list) – w liturgii chrześcijańskiej czytanie z listów Apostolskich. Jest ono składową częścią liturgii słowa, była odczytywana lub śpiewana po prawej stronie ołtarza. W rycie rzymskim jest umiejscowione po I czytaniu i psalmie responsoryjnym, a przed aklamacją Alleluja i Ewangelią.
Podczas Wigilii paschalnej jest to ósme czytanie, zawsze z listu św. Pawła do Rzymian, umiejscowione tuż po odśpiewaniu hymnu „Chwała na wysokości Bogu” i symbolizuje przejście ze Starego do Nowego Testamentu.
W przenośni żartobliwe określenie długiego, rozwlekłego, najczęściej nudnego listu.